# Anne Parillaud
Anne Parillaud (Paris, França, 6 de maio de 1960) é uma atriz francesa, vencedora do Prêmio César.

## Biografia

### Carreira
Fez sua estréia em 1977, com 17 anos, em um ponta não creditada no filme amour de sable. No ano seguinte, teve seu primeiro papel de destaque no filme L'Hôtel de la plage, de Michel Lang. Tornou-se internacionalmente conhecida com o filme Nikita, de Luc Besson, no qual interpreta o papel-título. Sua atuação nesse filme lhe valeu o prêmio de melhor atriz nos festivais de cinema César e David di Donatello além de uma indicação no Chicago Film Critics Association. O sucesso de Nikita lhe valeu um convite para trabalhar no cinema dos Estados Unidos, em 1992, no filme Innocent Blood, de John Landis. Em 1993, conquistou o prêmio de melhor atriz no Festival Internacional de Filmes de Tokyo com o filme Map of the Human Heart. Em 2004, voltou a ser premiada como melhor atriz, desta vez no Festival de Filmes de Paris, por sua atuação no filme Deadlines, em 2004 Deadlines. Com mais de 30 filmes em seu currículo, continua com uma carreira bastante ativa no cinema, principalmente em seu país.

### Vida pessoal
Entre 1986 e 1991, Parillaud foi casada com o diretor de cinema Luc Besson, de quem se divorciou e com quem tem uma filha, Juliette, nascida em 1987. Entre 2005 e 2010, foi casada com o músico e compositor Jean-Michel Jarre, de quem também se divorciou e com quem tem dois filhos, Lou e Théo.

## Prêmios e indicações

### Prêmios
César
- Melhor atriz: 1991[1]

 David di Donatello
- Melhor atriz: 1991[2]

 Festival Internacional de Filmes de Tokyo
- Melhor Atriz: 1993[3]

 Festival de Filmes de Paris
- Melhor atriz: 2004[4]

### Indicações
Chicago Film Critics Association
- Melhor atriz: 1992[5]

## Filmografia selecionada

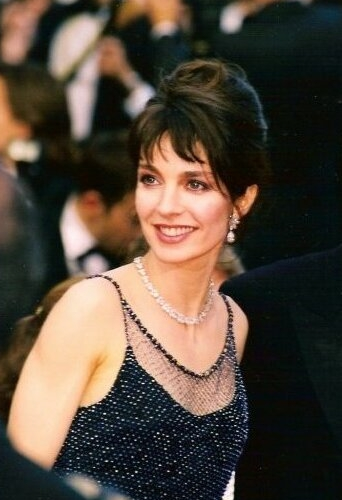
Anne Parillaud no Festival de Cannes, em 1998

| Ano  | Título                             | Papel                | Diretor                           |
| ---- | ---------------------------------- | -------------------- | --------------------------------- |
| 1977 | Un amour de sable                  | Ponta não creditada  | Christian Lara                    |
| 1978 | L'Hôtel de la plage                | Estelle Delambre     | Michel Lang                       |
| 1979 | Écoute voir                        | Chloé/Moune          | Hugo Santiago                     |
| 1980 | Girls                              | Catherine Flavin     | Just Jaeckin                      |
| 1980 | Patrizia                           | Patricia Cook        | Hubert Frank                      |
| 1981 | Pour la peau d'un flic             | Charlotte            | Alain Delon                       |
| 1983 | Le Battant                         | Nathalie             | Alain Delon                       |
| 1988 | Juillet en setembro                | Marie                | Sébastien Japrisot                |
| 1989 | Che ora è?                         | Loredana             | Ettore Scola                      |
| 1990 | Nikita                             | Nikita               | Luc Besson                        |
| 1992 | Innocent Blood                     | Marie                | John Landis                       |
| 1993 | Map of the Human Heart             | Albertine            | Vincent Ward                      |
| 1994 | À la folie                         | Alice                | Diane Kurys                       |
| 1995 | Frankie Starlight                  | Bernadette           | Michael Lindsay-Hogg              |
| 1996 | Passage à l'acte                   | Isabelle             | Francis Girod                     |
| 1996 | Dead Girl                          | Helen Catherine Howe | Adam Coleman Howard               |
| 1998 | O Homem da Máscara de Ferro        | Rainha Anne          | Randall Wallace                   |
| 1998 | Shattered Image                    | Jessie Markham       | Raúl Ruiz                         |
| 1999 | Une pour toutes                    | Olga Duclos          | Claude Lelouch                    |
| 2002 | Gangsters                          | Nina Delgado         | Olivier Marchal                   |
| 2002 | Sex Is Comedy                      | Jeanne               | Catherine Breillat                |
| 2004 | Deadlines                          | Julia Müller         | Ludi Boeken e Michael A. Lerner   |
| 2004 | Promised Land                      | Anne                 | Amos Gitai                        |
| 2005 | Tout pour plaire                   | Florence             | Cécile Telerman                   |
| 2007 | Demandez la permission aux enfants | Anna Sebag           | Éric Civanyan                     |
| 2007 | Une vieille maîtresse              | Mme de Solcy         | Catherine Breillat                |
| 2009 | L'Imbroglio Nel Lenzuolo           | Beatrice             | Alfonso Arau                      |
| 2010 | Dans ton sommeil                   | Sarah                | Caroline Du Potet e Eric Du Potet |